# نبردهای امپراتور مونجامیونگ
نبردهای امپراتور مونجامیونگ، مجموعه حملات نظامی مونجامیونگ بیست و یکمین فرمانروای گوگوریو بود که از سال ۴۹۴ تا ۵۱۲ میلادی علیه شیلا و بکجه انجام داد.

## نبرد با شیلا

### نبرد اول
در ژوئیه ۴۹۴ میلادی، ارتش گوگوریو به شیلا حمله کرد و نیروهای شیلا پس از شکست اولیه، به قلعه گونیا عقب‌نشینی کردند. گوگوریو این قلعه را محاصره کرد، اما با رسیدن ۳۰۰۰ نیروی کمکی از بکجه، محاصره شکسته شد و ارتش گوگوریو عقب‌نشینی کرد. این نبرد موجب حفظ قلعه گونیا توسط شیلا و تقویت اتحاد میان بکجه و شیلا شد، و گوگوریو را به بازنگری در استراتژی‌های خود وادار کرد.

### نبرد دوم
در ژوئیه ۴۹۶ میلادی، گوگوریو به قلعه اوسان‌سونگ در شیلا حمله کرد. این حمله بخشی از تغییر استراتژی گوگوریو بود تا نقاطی را هدف قرار دهد که کمک‌رسانی بکجه دشوار باشد. نبرد در منطقه نیها با رهبری ژنرال شیلجوک از سوی شیلا انجام شد. نتیجه نبرد مورد اختلاف است.
با این حال، در اوت ۴۹۷ میلادی، گوگوریو با رهبری مستقیم شاه مونجامیونگ، قلعه اوسان‌سونگ را تصرف کرد. این پیروزی یک موفقیت مهم نظامی برای گوگوریو بود و موجب توقف درگیری‌های شدید با شیلا برای حدود ۵۰ سال شد.

## نبرد با بکجه

### نبرد اول
در سال ۴۹۵ میلادی، ارتش گوگوریو به قلعهٔ چی‌یانگ از قلمرو بکجه حمله کرد. با شدت گرفتن محاصره، بکجه از شیلا درخواست کمک کرد. پادشاه سوجی از شیلا، ژنرال دئوکجی را با نیروهای کمکی اعزام کرد.
با رسیدن این نیروها، گوگوریو با مقاومت شدید مواجه شد و در نهایت شکست خورد و عقب‌نشینی کرد. در پی این رویداد، پادشاه بکجه برای قدردانی، سفیری به شیلا فرستاد. این شکست، گوگوریو را وادار به بازنگری در استراتژی حملات به جنوب کرد.

### نبرد دوم
در نوامبر ۵۰۶ میلادی، گوگوریو حمله‌ای به باکجه انجام داد، اما به دلیل بارش برف سنگین و سرمای شدید، عملیات بی‌نتیجه ماند و نیروهای گوگوریو عقب‌نشینی کردند.
در اکتبر ۵۰۷ میلادی، گوگوریو با همراهی متحدان مالگال خود به سوی هان‌سونگ پیشروی کرد و در دامنهٔ کوه هوانگ‌ئاک مستقر شد. اما نیروهای بکجه به فرماندهی مستقیم پادشاه مور‌یونگ، ضدحمله‌ای مؤثر انجام دادند که منجر به شکست گوگوریو و عقب‌نشینی آن‌ها شد. این نبرد در دورهٔ تلاش پادشاه مور‌یونگ برای احیای قدرت بکجه رخ داد.

### نبرد سوم
در سپتامبر سال ۵۱۲ میلادی، نیروهای گوگوریو به فرماندهی امپراتور مونجامیونگ به قلمرو باکجه یورش بردند و قلعه‌های گابول‌سئونگ و وونسان‌سئونگ را هدف قرار دادند. بنابر منابع تاریخی، این حمله با موفقیت همراه بود و هر دو قلعه به تصرف گوگوریو درآمد. در جریان این عملیات، حدود ۱۰۰۰ نفر از مردم باکجه به اسارت گرفته شدند.
این پیروزی قاطع، جایگاه گوگوریو را در منطقه تثبیت کرد و از آن پس، بکجه دیگر تهاجمی علیه گوگوریو انجام نداد.